# Belice
Pour les articles homonymes, voir Belice (homonymie).
Le Belìce est un fleuve italien de la Sicile sud-occidentale long de 107 km, le 3e de la région après l'Imera méridionale et le Simeto, dont le bassin hydrographique s'étend sur 964 km2, l'un des plus importants de la Sicile méridionale par son extension.
Il prend sa source à 1 250 m d'altitude sur le territoire de la commune de Piana degli Albanesi et coule dans les provinces d'Agrigente, de Palerme et de Trapani. Il arrose les communes de Menfi, Montevago, Camporeale, Partanna, Poggioreale et Castelvetrano.